# Zuiderwoude
Zuiderwoude est un village néerlandais situé dans la commune de Waterland, en province de Hollande-Septentrionale. Il se trouve à 2 km au sud de Monnickendam, chef-lieu municipal.
Le village est dominé par son église réformée, datant de 1877. Des traces écrites mentionnant une chapelle à son emplacement remontent au XIe siècle. La population de Zuiderwoude s'élève à 315 habitants en 2019, pour un superficie de 6,59 km2 dont 0,97 km2 d'eau.

## Galerie

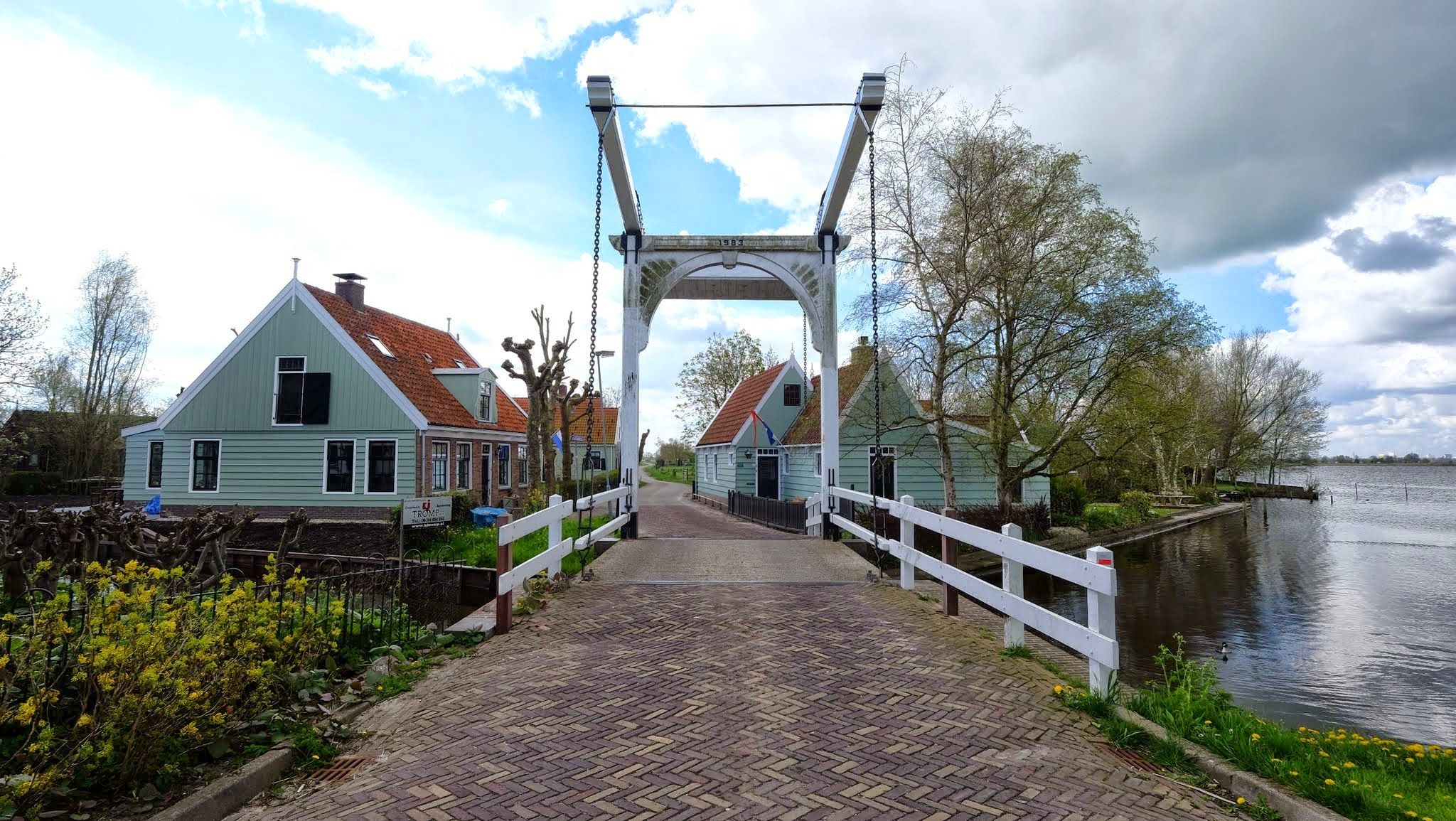
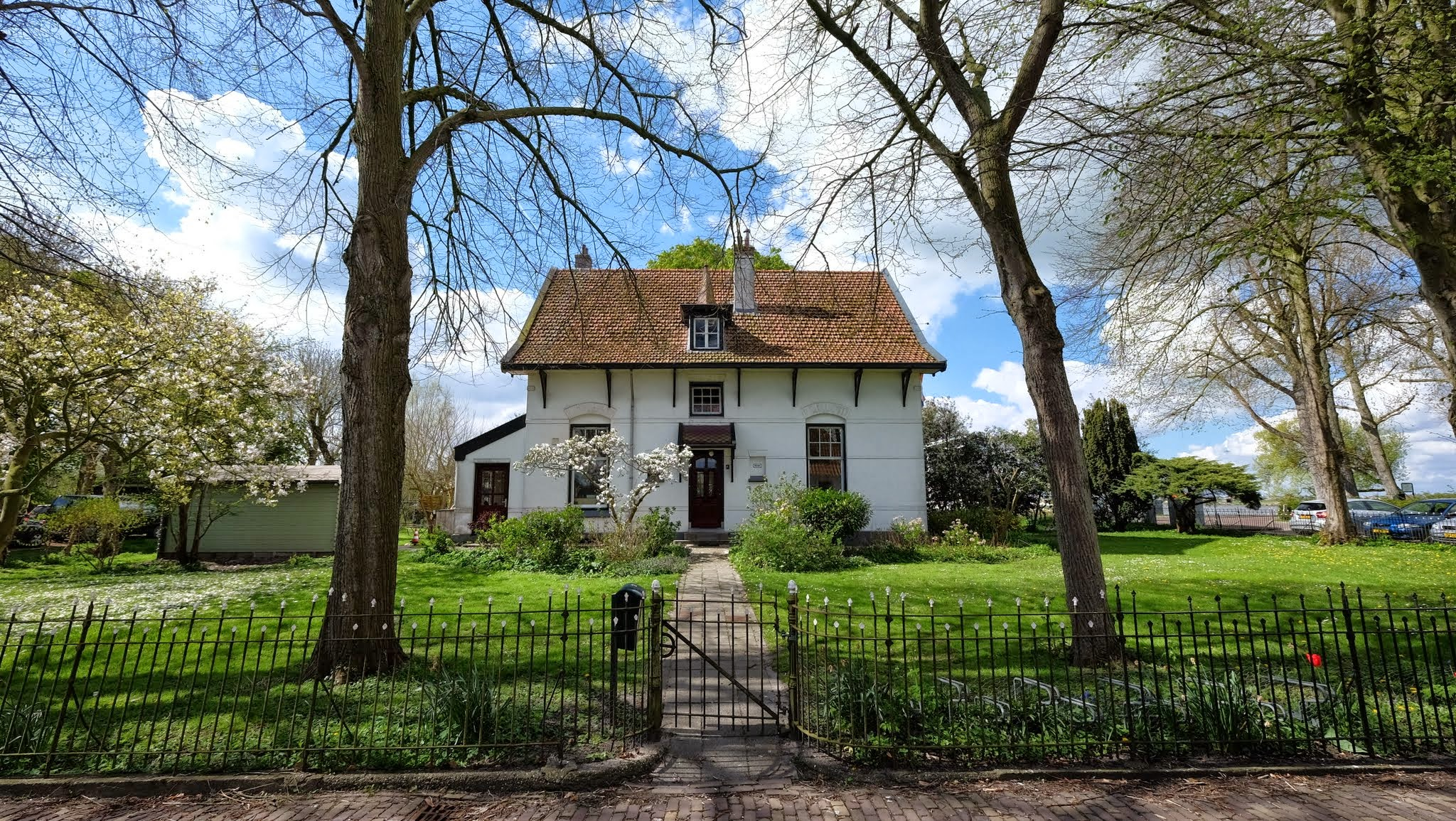

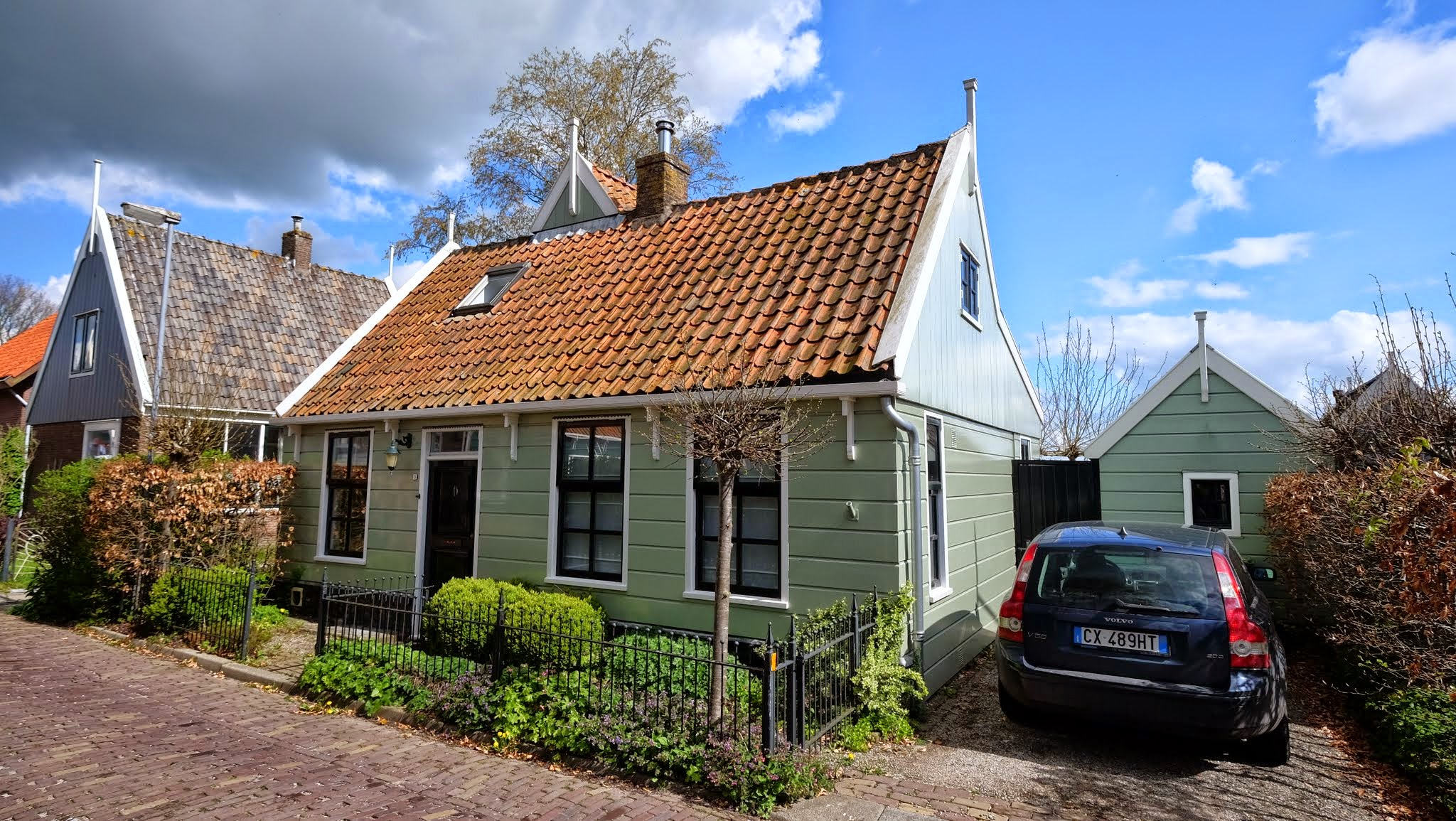
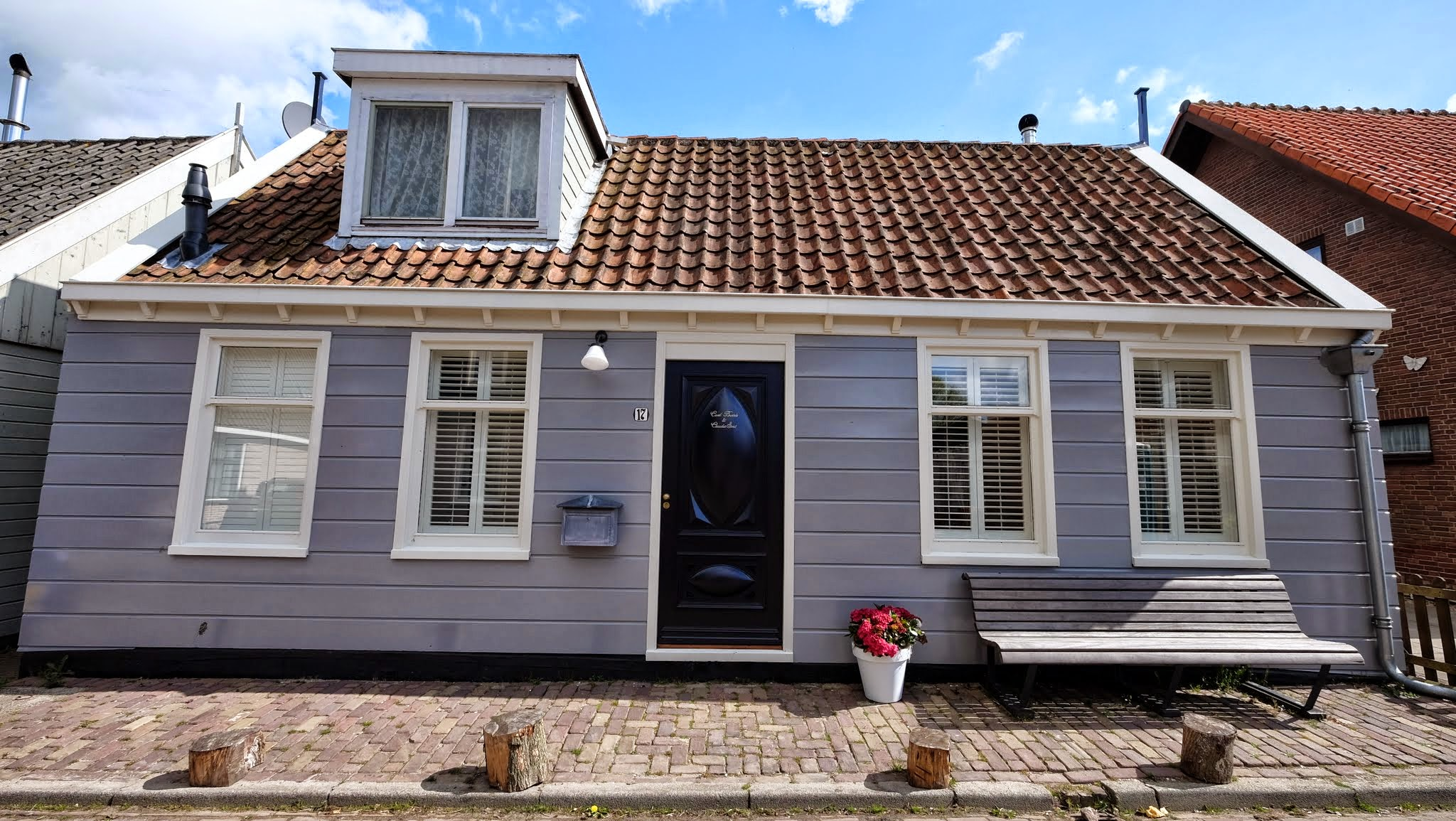